# Tugár
Tugár (1899-ig Kis-Tugár, szlovákul: Tuhár) község Szlovákiában, a Besztercebányai kerületben, a Losonci járásban.

## Fekvése
Losonctól 17 km-re északnyugatra, a Tugári patak mellett fekszik.

## Története
A régészeti leletek szerint határában már a bronzkorban éltek emberek. Az i. e. 1500 és 1250 közötti időből a pilinyi kultúra cserépmaradványai kerültek itt elő, melyek a losonci múzeumba kerültek. I.e. 1250 és 700 között a kiétei kultúra embere élt itt.
A Tugár név először pataknévként bukkan fel a 13. század végén. 1299-ben „iuxta Holochtugar” néven szerepel egy latin nyelvű oklevélben. 1327-ben Károly Róbert király oklevelében újra említik a patakot.
A falut szénégetők alapíthatták a 15. században. Királyi birtok volt, melyet 1477-ben Szilassy Balázs kapott adományként. 1517-ben II. Lajostól Szilassy Balázs, neje Fruzsina és hat gyermeke, érdemeinek elismerésére új adomány címén nekik adja a már birtokolt Görög birtok felét, Tugárt (Thwgar) egészen és Vanyarcon egy birtokrészt. II. Lajos királynak csonka oklevele szerint Szilassy Balázs, fia Mátyás és neje Dorottya, nagynénjük Ilona második férjének, Viczmándi Miklósnak ad valamit. 1522-1524 között Szilassy Balázs és fia pereskedtek. Mivel Vicmánd Bács megyében, a török közelségében volt, Balázs fiának Mátyásnak átengedte a pándi udvarházat, leányát és vejét pedig Pilisre telepítette be. Azután a török ellen hadba vonult, s hazatérve látta, hogy menye Dorottya, szerinte férje meghagyásából feltörte a szekrényeket és kiszedte a Tugárra vonatkozó okleveleket.
Később több nemesi család birtoka,  majd a gácsi uradalomhoz tartozott. 1548-ban a falu az uradalom részeként a Losonczi család birtoka, amely család 1554-ben fiágon kihalt, 1596-ig Losonczi István lánya, Losonczi Anna a birtokosa.
1553-ban "Kis Tugar" 5 portával adózott urának, Madách Györgynek. Tugár a 16. század második felében a töröknek fizetett adót. Az 1554. évi török defter szerint 6 portáig adózott. 1593-ban "Thugar" falu a szécsényi szandzsák fennhatósága alá tartozott. 1573-ban "Thugar" alakban említik. 1598-ban a falu egy részét Divény–Tugár néven említik Balassa Zsigmond birtokában. Ezután a falu területe részben a Balassák divényi, részben a Forgáchok gácsi uradalma alá tartozott.
1686-ban királyi adományként Zichy István szerzett birtokot a faluban. A 17. század végétől Tugár mezőváros, piactartási joggal. A 18. századtól fellendült a bányászati tevékenység a község határában. 1776-ban a patakaljai Török Imre engedélyt kért a Gács és Tugár közötti réz, arany és ezüst lelőhelyek bányászatára, de a termelés már a 18. század végén megszűnt. 1715-ben az adóösszeírás szerint 6, 1720-ban 7 adózó háztartás létezett a településen. Ebben az évben 5 Nógrád vármegyei család települt ide. A községnek malma is volt. 1828-ban 118 házában 801 lakos élt. Lakói mezőgazdasággal, állattartással és mészégetéssel foglalkoztak.
Vályi András szerint "TUGAR. Kis, Nagy Tugar, Losontz Tugar. Három elegyes, és magyar faluk Nógrád Várm. földes Uraik Gr. Forgács, és több Uraságok; földgyeik közép termékenységűek, réttyeik, legelőjik meglehetősek."
Fényes Elek szerint "Tugár (Losoncz), tót-magyar mv., Nógrád vmegyében, Losoncznak tőszomszédságában: 388 kath., 695 evang., 98 ref. lak., kik leginkább mesterségekből élősködnek. Van 4 országos és egy hetivására, t. i. hétfőn. F. u. néhai Szilassy József koronaőr örökösei."
Nógrád vármegye monográfiája szerint "Tugár. (Azelőtt Kistugár.) Divény közelében fekvő kisközség. Házainak száma 96, lakosaié, a kik tótajkúak és róm. kath. vallásúak, 553. Postája Divény, távírója és vasúti állomása Lónyabánya. E községet 1477-ben a Szilassy család nyerte adományúl Mátyás királytól. 1548-ban a Lossonczy család birtokában találjuk. 1598-ban Balassa Zsigmond birtoka s ekkor Divény-Tugár néven szerepel az adólajstromokban. 1686-ban egyik részére gróf Zichy István kapott királyi adományt. 1715-ben hat és 1720-ban hét tót háztartást írtak benne össze. 1770-től a gróf Forgách család volt a földesura és jelenleg is gróf Forgách János a legnagyobb birtokosa. A községbeli róm. kath. templom 1836-ban épült. A határban márvány- és mészkőbánya van. A községhez tartozik Forgách-puszta."
A trianoni békeszerződésig Nógrád vármegye Gácsi járásához tartozott. Az első világháborúban 18 helyi lakos esett el. 1919-ben 98 házában 548 lakos élt.
1937-től a Baťa cég márványtömböket bányászott a határában. 1945-ben a harcok során épületeiben súlyos károk keletkeztek. A háború után kőbányája működött.

## Népessége
| Év:            | 1994. | 2004.    | 2014.    | 2024.    |
| -------------- | ----- | -------- | -------- | -------- |
| Emberek száma: | 471   | 414      | 370      | 326      |
| Eltérés:       |       | -12,10 % | -10,62 % | -11,89 % |

| Év:            | 2023. | 2024.   |
| -------------- | ----- | ------- |
| Emberek száma: | 333   | 326     |
| Eltérés:       |       | -2,10 % |

1880-ban 485 lakosából 462 szlovák és 4 magyar anyanyelvű volt.
1890-ben 570 lakosából 563 szlovák és 6 magyar anyanyelvű volt.
1900-ban 553 lakosából 545 szlovák és 7 magyar anyanyelvű volt.
1910-ben 549 lakosából 529 szlovák és 5 magyar anyanyelvű volt.
1921-ben 567 lakosából 566 csehszlovák és 1 magyar volt.
1930-ban 604 lakosából 578 csehszlovák volt.
1991-ben 495 lakosából 489 szlovák és 2 magyar volt.
2001-ben 443 lakosából 438 szlovák volt.
2011-ben 382 lakosából 351 szlovák volt.
2021-ben 339 lakosából 330 szlovák, 1 egyéb és 8 ismeretlen nemzetiségű volt.

## Neves személyek
- Itt született 1755-ben Szilassy József főispán, koronaőr.
- Itt született 1816-ban Haviár Dániel rimaszombati, majd 1855-től szarvasi evangélikus lelkész, a főiskola tanácsának elnöke, 1864-től békési esperes.
- Itt született 1837-ben Margócsy József evangélikus főesperes-lelkész.
- Itt hunyt el 1854-ben Szilassy József helytartósági tanácsos.

## Nevezetességei
- Római katolikus temploma 1841-ben épült klasszicista stílusban.

## Külső hivatkozások
- Hivatalos oldal
- E-obce.sk Archiválva 2008. február 7-i dátummal a Wayback Machine-ben
- Községinfó
- Tugár Szlovákia térképén